# Serrières-en-Chautagne
Serrières-en-Chautagne – miejscowość i gmina we Francji, w regionie Owernia-Rodan-Alpy, w departamencie Sabaudia.
Według danych na rok 1990 gminę zamieszkiwało 737 osób, a gęstość zaludnienia wynosiła 46 osób/km² (wśród 2880 gmin regionu Rodan-Alpy Serrières-en-Chautagne plasuje się na 953. miejscu pod względem liczby ludności, natomiast pod względem powierzchni na miejscu 713.).